# Касија Константинопољска
Касија Константинопољска је грчка православна монахиња, светитељка, оснивач манастира, песник и химнограф из 9. века.
Рођена је око 805. године у Цариграду. У историјском спису Симеона Логотета, византијског писца из 10. века, Касија је као млада девојка учествовала у такмичењу невести међу којима је византијски цар Теофило (829-842) себи бирао будућу супругу. Обзиром да је био последњи цар-иконоборац на цариградском престолу, није му се свидело Касијино величање мајке Исуса Христа. Зато је он јабуку дао Теодори каснијој византијској царици. 
Касија је подигла женски манастир у ком је примила монаски завет и прихватила испоснички начин живота. Занимала се филозофијом и до краја живота остала посвећена само Богу. 
Умрла је између 843. и 867. године. 
У прилично богатој писаној заоставштини Касије налази се велики број химни и епиграма. Још у византијско време она је била веома цењена, а потоњи учени људи су је уважавали. 
Касијину писану заоставштину углавном чине две групе текстова - изреке, односно епиграми и химне. Изреке и епиграми по свом садржају могу да се уброје у дела која се баве моралним и етичким темама. Касијини епиграми били су римовани и као по правилу кратки и једноставни, схватљиви и лишени учених захтева, не прелазећи размере један или два стиха. Као и остали песници 9. века, и Касија је следила Георгија Писидију, највећег византијског поету који је живео у првој половини 7. века.
Једна од честих тема Касијиних кратких књижевних форми је пријатељство. У тим епиграмима она је пуна хвале за умног, оданог и образованог пријатеља, а истинско пријатељство супротставља разметљивом и лажном.
Мудра песникиња Касија, увек критички настројена и са изоштреним смислом да уочи све негативности, у својим епиграмима није мимоилазила ни поједине људске слабости. 
Касија умногоме пренебрегава правила античке метрике, а има и врло мало утицаја античких и византијских песника. Она, такође, веома мало пише о црквеној догматици и религији, а нигде непосредно не наводи Свето писмо. То је, уосталом, и било књижевно усмерење у византијској култури прве половине 9. века.
Књижевно стваралаштво песникиње Касије није било ограничено само на изреке и епиграме. Из њеног пера, као што је речено, изашло је и неколико црквених химни за које је она не само писала текстове него и компоновала музику.